# مارجريت ليندساي هاغينز
مارجريت ليندساي هاغينز (بالإنجليزية: Margaret Lindsay Huggins)‏ (و. 1848 – 1915 م) هي عالمة فلك، وفيزيائية من جمهورية أيرلندا . ولدت في دبلن .
توفيت عن عمر يناهز 67 عاماً.